# Gare d'Esvres
La gare d'Esvres (dite aussi gare d'Esvres-sur-Indre)  est une gare ferroviaire française de la ligne de Joué-lès-Tours à Châteauroux, située sur le territoire de la commune d'Esvres, dans le département d'Indre-et-Loire, en région Centre-Val de Loire.
C'est une halte voyageurs de la Société nationale des chemins de fer français (SNCF) du réseau TER Centre-Val de Loire, desservie par des trains express régionaux.

## Situation ferroviaire
Établie à 59 mètres d'altitude, la gare d'Esvres est située au point kilométrique (PK) 257,340 de la ligne de Joué-lès-Tours à Châteauroux entre les gares de Veigné et de Cormery.

## Histoire
La gare est ouverte le 15 juillet 1878.
La gare va voir l'arrivée d'un nouveau trafic en devenant une gare de jonction avec le réseau du sud de l'Indre-et-Loire de la Compagnie de chemins de fer départementaux (CFD), lors de la mise en service, le 8 mai 1889, de la ligne à voie métrique du Grand-Pressigny à Esvres.

## Service des voyageurs

### Accueil
Halte SNCF, c'est un point d'arrêt non géré (PANG) à accès libre. Elle dispose d'automates pour l'achat de titres de transport TER.

### Desserte
Esvres est une halte voyageurs SNCF du réseau TER Centre-Val de Loire, desservie par des trains express régionaux de la relation : Tours - Loches (ou Reignac).

### Intermodalité
Un parc pour les vélos et un parking pour les véhicules y sont aménagés. Le centre-bourg est à moins de 300 mètres par la rue Nationale (D17), un bar-brasserie est installé sur la place.
En face de la gare, des arrêts sont aménagés pour les transports en commun routiers, avec un abri. En renforcement et en substitution de la desserte ferroviaire, la gare est desservie par des cars TER Centre-Val de Loire de la ligne Tours - Loches et par des cars du réseau Rémi de la ligne F, relation : Esvres - Veigné - Tours.